# 林堡主教座堂兒童合唱團
林堡主教座堂兒童合唱團（德語：Limburger Domsingknaben），由主教Wilhelm Kempf博士成立於1967年，在很短的時間內，該團藉由他們頻繁的音樂會、優異的CD錄音、以及一次參加在法蘭克福舊歌劇院的馬勒音樂會，而迅速走紅德國各地。該團創立的目的原是為了在當地的林堡主教座堂做例行性的宗教彌撒活動，之後他們也負責當地教區的一些禮拜等宗教活動。
該團演出的曲子頗為多元，延伸到時代最早的額我略聖歌、彌撒作品、多音部經文歌、浪漫時代的歌曲、各樣的神劇、巴哈的清唱劇、與管弦樂團搭配的彌撒、一些德奧民謠、牧歌等等，都是他們長年在世界各地遊歷時曾經演唱過的曲目。該團遊歷過的國家有像是英國、愛爾蘭、法國、義大利、芬蘭、波蘭、加拿大、俄國、以色列、美國、甚至是南非。
他們每日的練習如下：先是各自在小演唱房的練習，之後再移駕到主要的大演唱房做完整的練習。並且由合唱團團長Klaus Knubben及聲樂教練Wilhelm Gries統籌管理著。這裡的每個男孩都至少會一樣樂器，等到變聲之後，就可以再藉由樂器的天賦而在合唱團中繼續服務。
除此之外，該團也收容120名額外的位於林堡地區的孩童，而這些孩童也一樣的受到和住宿團員一樣的照料。

## 外部連結
- Limburger Domsingknaben （页面存档备份，存于）